# Matt Tomkins
Matthew Tomkins, född 19 juni 1994 i Edmonton, Alberta, Kanada, är en kanadensisk professionell ishockeymålvakt.
Tomkins studerade ekonomi på Ohio State University där han avlade sin examen efter fyra år.
2012 draftades han i sjunde rundan som 199:e spelaren totalt, av Chicago Blackhawks. Han spelade fyra säsonger för Rockford IceHogs i AHL.